# Karl-Heinz Weyrich
Karl-Heinz Weyrich (* 24. Dezember 1925 in Mannheim; † 11. September 2002 in Ludwigshafen am Rhein) war ein Politiker der SPD. Von 1975 bis 1991 war er Mitglied des Landtages Rheinland-Pfalz.

## Leben
Weyrich beantragte am 2. Januar 1943 die Aufnahme in die NSDAP und wurde zum 20. April desselben Jahres aufgenommen (Mitgliedsnummer 9.383.628). Er war promovierter Jurist und als Rechtsanwalt zunächst Juniorpartner in der Ludwigshafener Sozietät seines Mentors Friedrich Wilhelm Wagner. Später wurde er dessen Nachfolger.
Weyrich begann seine kommunalpolitische Tätigkeit als Mitglied des Gemeinderats seines Wohnortes Altrip. Als er Vorsitzender des SPD-Kreisverbands im heutigen Rhein-Pfalz-Kreis wurde, übernahm er auch die Führung der SPD-Fraktion im Kreistag. Eines seiner Spezialgebiete war die Sozialpolitik, seine Überlegungen dazu wurden noch postum nachgedruckt.
Auf Landesebene gehörte Weyrich in den Jahren 1975 bis 1991 dem Landtag Rheinland-Pfalz an, von 1983 bis zu seinem Ausscheiden aus der Landespolitik war er Vorsitzender des Rechtsausschusses. Ab 1977 fungierte er als Vorsitzender des Untersuchungsausschusses „IPEKS“ und ab 1985 als Vorsitzender des Untersuchungsausschusses „Strafsache Kanter“ (siehe auch Parteispendenaffäre).
Weyrich war u. a. Vizepräsident der Pfälzischen Anwaltskammer und Mitglied des Justizprüfungsamts Rheinland-Pfalz. Ab 1991 war er ordentliches Mitglied des Verfassungsgerichtshofes Rheinland-Pfalz.
Während seines Berufslebens wohnte er in Altrip, seinen Ruhestand verbrachte er in Dirmstein. Auf dem dortigen Friedhof wurde er auch beigesetzt.

## Auszeichnungen und Nachruf
Weyrich war Träger des Bundesverdienstkreuzes am Bande sowie des Bundesverdienstkreuzes 1. Klasse. Wegen seiner Verdienste um Standesorganisation und juristische Ausbildung wurde ihm der Titel Justizrat verliehen. Das Land Rheinland-Pfalz ehrte ihn mit der Verleihung der Freiherr-vom-Stein-Plakette.
Joachim Mertes als Vorsitzender der SPD-Landtagsfraktion veröffentlichte folgenden Nachruf: „Mit dem Tod von Dr. Karl-Heinz Weyrich verlieren die SPD Rheinland-Pfalz und das Land einen engagierten Verfechter des sozialen Rechtstaates, der erfolgreich für seine Überzeugungen eintrat […] Der profilierte Jurist setzte sich für Rheinland-Pfalz und seine Heimat, die Vorderpfalz, unermüdlich ein und wird uns immer Vorbild sein.“